# Hotnița, Veliko Tărnovo
Hotnița (în bulgară Хотница) este un sat în comuna Veliko Tărnovo, regiunea Veliko Tărnovo,  Bulgaria. 

## Demografie
Componența etnică a satului Hotnița
     Turci (1,3%)
     Bulgari (90,57%)
     Nicio identificare (8,11%)
     Altele (0%)
La recensământul din 2011, populația satului Hotnița era de 382 locuitori. Din punct de vedere etnic, majoritatea locuitorilor (90,57%) erau bulgari, cu o minoritate de turci (1,3%). Pentru 8,11% din locuitori nu este cunoscută apartenența etnică.